# Saint-Vivien-de-Médoc
Pour les articles homonymes, voir Saint-Vivien et Médoc (homonymie).
Saint-Vivien-de-Médoc est une commune du sud-Ouest de la France, dans le département de la Gironde (région Nouvelle-Aquitaine).

## Géographie

### Localisation
Commune située dans le Médoc sur la route départementale 1215 (ex-RN 215, ex D.1) entre Lesparre-Médoc et Le Verdon-sur-Mer, sur la rive gauche de l'estuaire de la Gironde.
Elle est le centre de l'unité urbaine de Saint-Vivien-de-Médoc formée avec Vensac.

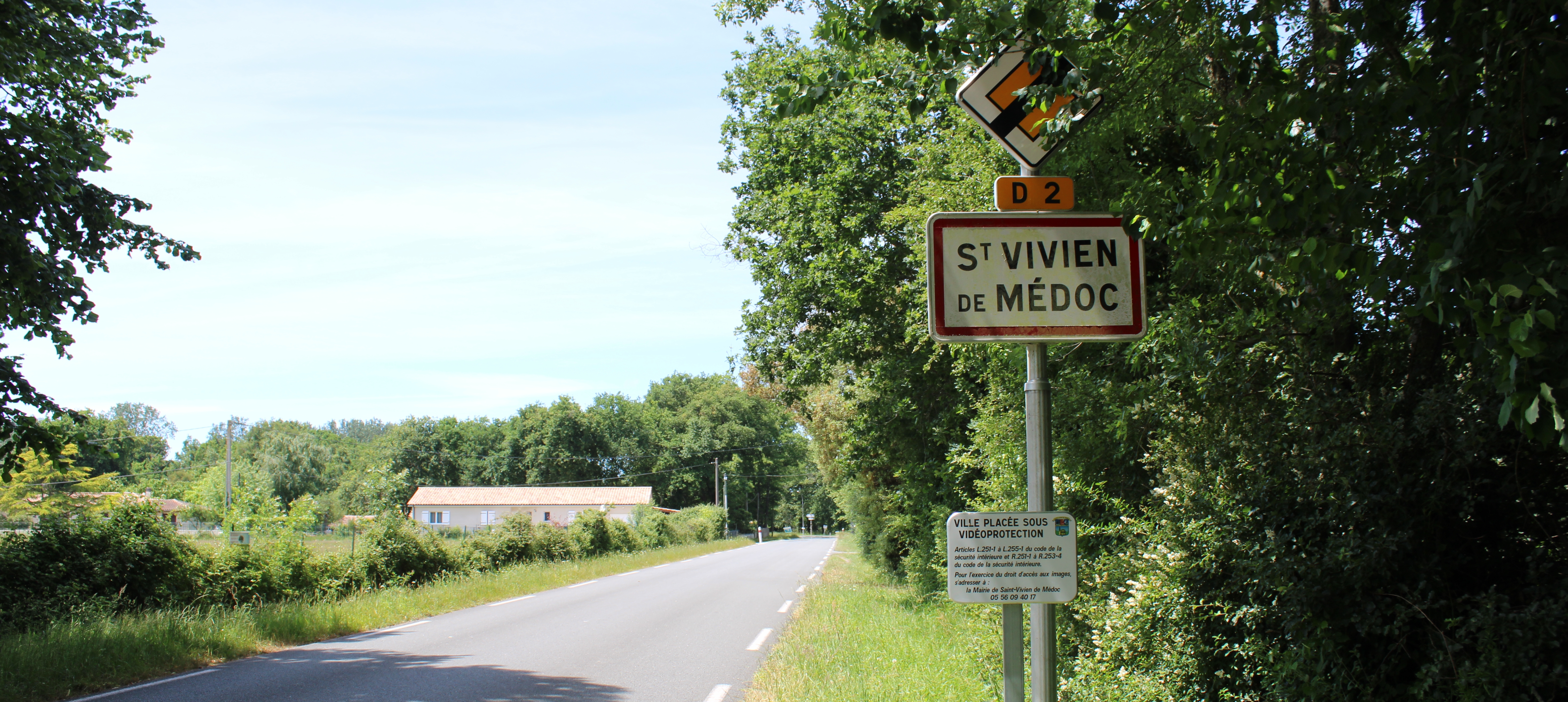
Entrée de la commune.

### Communes limitrophes
Les communes d'Arces, Talmont-sur-Gironde et Barzan sont sur la rive droite de l'estuaire de la Gironde.
| Talais              | Arces (Charente-Maritime, par un quadripoint) | Talmont-sur-Gironde (Charente-Maritime) |
| Grayan-et-l'Hôpital | Saint-Vivien-de-Médoc                         | Barzan (Charente-Maritime)              |
| Vensac              |                                               | Jau-Dignac-et-Loirac                    |

### Climat
Pour des articles plus généraux, voir Climat de la Nouvelle-Aquitaine et Climat de la Gironde.
Historiquement, la commune est exposée à un climat océanique aquitain.  
En 2020, Météo-France publie une typologie des climats de la France métropolitaine dans laquelle la commune est exposée à un climat océanique et est dans la région climatique  Littoral charentais et aquitain, caractérisée par une pluviométrie élevée en automne et en hiver, un bon ensoleillement, des hiver doux (6,5 °C), soumis à la brise de mer.
Pour la période 1971-2000, la température annuelle moyenne est de 12,8 °C, avec une amplitude thermique annuelle de 13,4 °C. Le cumul annuel moyen de précipitations est de 893 mm, avec 12,5 jours de précipitations en janvier et 6,6 jours en juillet. Pour la période 1991-2020, la température moyenne annuelle observée sur la station météorologique la plus proche, située sur la commune de Vensac à 3,6 km à vol d'oiseau, est de 13,4 °C et le cumul annuel moyen de précipitations est de 921,5 mm,. Pour l'avenir, les paramètres climatiques de la commune estimés pour 2050 selon différents scénarios d’émission de gaz à effet de serre sont consultables sur un site dédié publié par Météo-France en novembre 2022.

## Urbanisme

### Typologie
Au 1er janvier 2024, Saint-Vivien-de-Médoc est catégorisée commune rurale à habitat dispersé, selon la nouvelle grille communale de densité à sept niveaux définie par l'Insee en 2022.
Elle appartient à l'unité urbaine de Saint-Vivien-de-Médoc, une agglomération intra-départementale regroupant deux  communes, dont elle est ville-centre,,. La commune est en outre hors attraction des villes,.
La commune, bordée par l'estuaire de la Gironde, est également une commune littorale au sens de la loi du 3 janvier 1986, dite loi littoral. Des dispositions spécifiques d’urbanisme s’y appliquent dès lors afin de préserver les espaces naturels, les sites, les paysages et l’équilibre écologique du littoral, tel le principe d'inconstructibilité, en dehors des espaces urbanisés, sur la bande littorale des 100 mètres, ou plus si le plan local d’urbanisme le prévoit.

### Occupation des sols

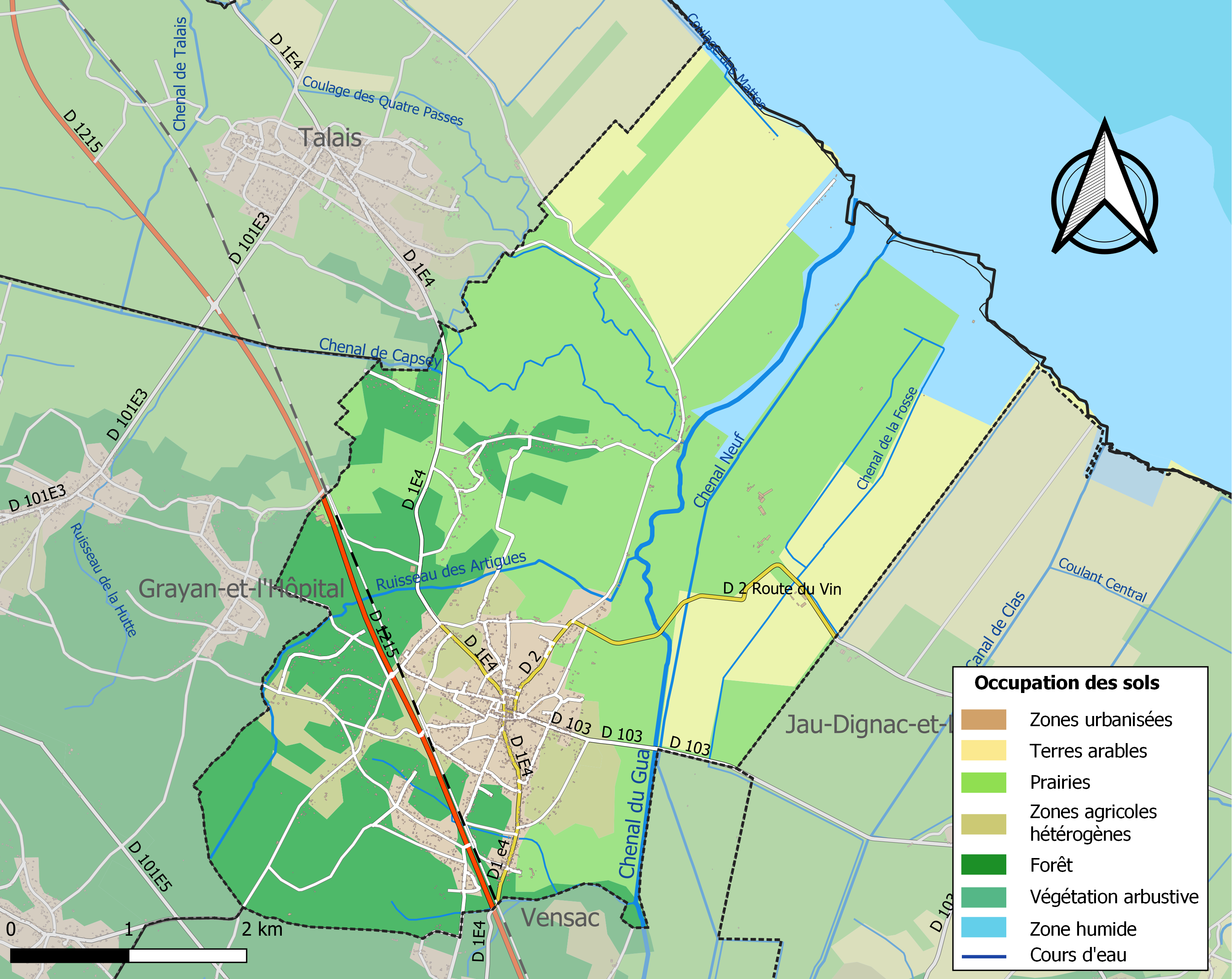
Carte des infrastructures et de l'occupation des sols de la commune en 2018 (CLC).

L'occupation des sols de la commune, telle qu'elle ressort de la base de données européenne d’occupation biophysique des sols Corine Land Cover (CLC), est marquée par l'importance des territoires agricoles (36,4 % en 2018), en diminution par rapport à 1990 (37,7 %). La répartition détaillée en 2018 est la suivante : 
eaux maritimes (31,1 %), prairies (22,6 %), zones humides côtières (17,2 %), forêts (11,6 %), terres arables (10,6 %), zones urbanisées (3,7 %), zones agricoles hétérogènes (3,2 %). L'évolution de l’occupation des sols de la commune et de ses infrastructures peut être observée sur les différentes représentations cartographiques du territoire : la carte de Cassini (XVIIIe siècle), la carte d'état-major (1820-1866) et les cartes ou photos aériennes de l'IGN pour la période actuelle (1950 à aujourd'hui).

### Risques majeurs
Le territoire de la commune de Saint-Vivien-de-Médoc est vulnérable à différents aléas naturels : météorologiques (tempête, orage, neige, grand froid, canicule ou sécheresse), inondations, feux de forêts et séisme (sismicité très faible). Un site publié par le BRGM permet d'évaluer simplement et rapidement les risques d'un bien localisé soit par son adresse soit par le numéro de sa parcelle.
Certaines parties du territoire communal sont susceptibles d’être affectées par le risque d’inondation par débordement de cours d'eau, notamment le chenal du Gua. La commune a été reconnue en état de catastrophe naturelle au titre des dommages causés par les inondations et coulées de boue survenues en 1982, 1993, 1999 et 2009,.
Saint-Vivien-de-Médoc est exposée au risque de feu de forêt. Depuis le 20 avril 2016, les départements de la Gironde, des Landes et de Lot-et-Garonne disposent d’un règlement interdépartemental de protection de la forêt contre les incendies. Ce règlement vise à mieux prévenir les incendies de forêt, à faciliter les interventions des services et à limiter les conséquences, que ce soit par le débroussaillement, la limitation de l’apport du feu ou la réglementation des activités en forêt. Il définit en particulier cinq niveaux de vigilance croissants auxquels sont associés différentes mesures,.

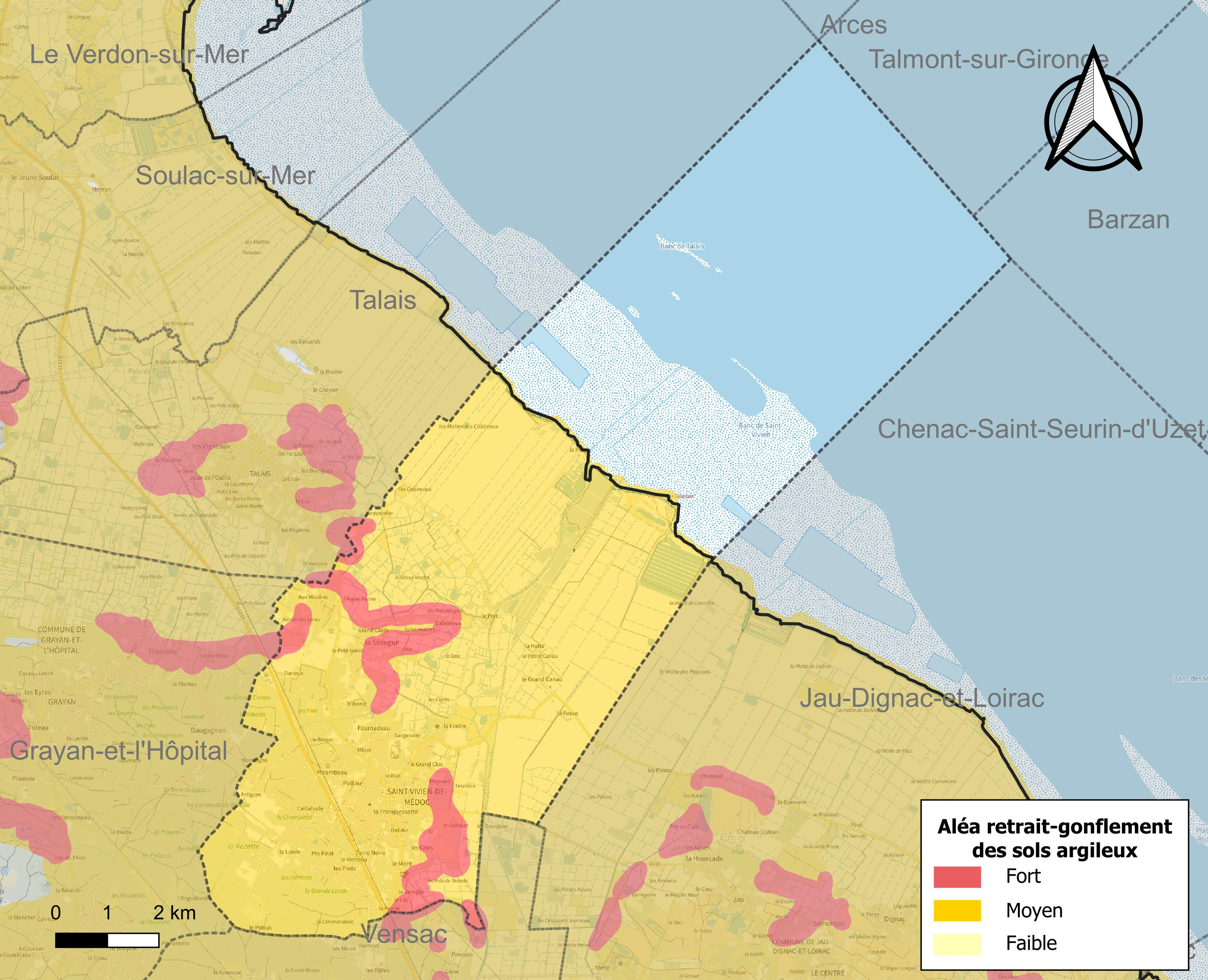
Carte des zones d'aléa retrait-gonflement des sols argileux de Saint-Vivien-de-Médoc.

Le retrait-gonflement des sols argileux est susceptible d'engendrer des dommages importants aux bâtiments en cas d’alternance de périodes de sécheresse et de pluie. 55,6 % de la superficie communale est en aléa moyen ou fort (67,4 % au niveau départemental et 48,5 % au niveau national). Sur les 1 245 bâtiments dénombrés sur la commune en 2019, 1 245 sont en aléa moyen ou fort, soit 100 %, à comparer aux 84 % au niveau départemental et 54 % au niveau national. Une cartographie de l'exposition du territoire national au retrait gonflement des sols argileux est disponible sur le site du BRGM,.
Concernant les mouvements de terrains, la commune a été reconnue en état de catastrophe naturelle au titre des dommages causés par des mouvements de terrain en 1999.

## Histoire
Au Ve siècle la commune était appelée Saint Vivien de Bégays. Vivien (nom français) est le résultat du nom gallo-romain Vivianus.
Begays est un gasconisme pour désigner le « Viguier » ou « Vigier », magistrat urbain, qui vient du latin vicarius (qui a donné vicaire).
Le vicarius était à Rome un délégué du préfet du prétoire. Ce nom est postérieur à l'époque gallo-romaine en Occitanie et en Catalogne, où il était une forme de juridiction, un tribunal local.
La Pointe aux Oiseaux était une station pour les quatre combattants survivants britanniques pendant l'Operation Frankton (1942).

## Politique et administration

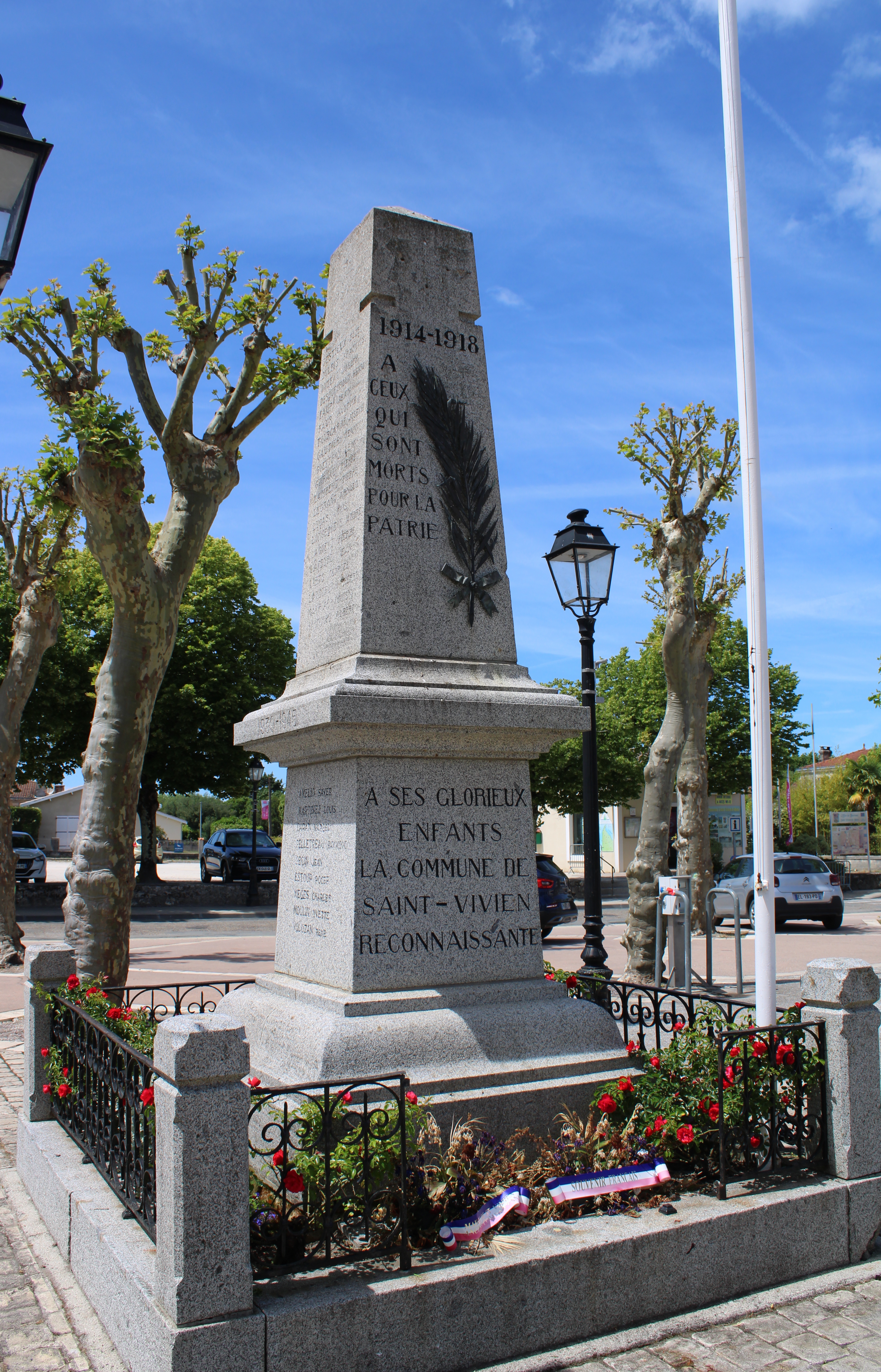
Le monument aux morts.

À partir des élections municipales de 1900, les socialistes entrent dans la municipalité de Saint-Vivien, ainsi qu'à Grayan

## Démographie
L'évolution du nombre d'habitants est connue à travers les recensements de la population effectués dans la commune depuis 1793. Pour les communes de moins de 10 000 habitants, une enquête de recensement portant sur toute la population est réalisée tous les cinq ans, les populations de référence des années intermédiaires étant quant à elles estimées par interpolation ou extrapolation. Pour la commune, le premier recensement exhaustif entrant dans le cadre du nouveau dispositif a été réalisé en 2008.

En 2022, la commune comptait 1 822 habitants, en évolution de +3,17 % par rapport à 2016 (Gironde : +6,91 %, France hors Mayotte : +2,11 %).
| 1793 | 1800 | 1806 | 1821 | 1831 | 1836 | 1841 | 1846  | 1851  |
| ---- | ---- | ---- | ---- | ---- | ---- | ---- | ----- | ----- |
| 614  | 660  | 675  | 752  | 897  | 967  | 985  | 1 010 | 1 133 |

| 1856  | 1861  | 1866  | 1872  | 1876  | 1881  | 1886  | 1891  | 1896  |
| ----- | ----- | ----- | ----- | ----- | ----- | ----- | ----- | ----- |
| 1 140 | 1 228 | 1 304 | 1 257 | 1 321 | 1 421 | 1 506 | 1 511 | 1 514 |

| 1901  | 1906  | 1911  | 1921  | 1926  | 1931  | 1936  | 1946 | 1954  |
| ----- | ----- | ----- | ----- | ----- | ----- | ----- | ---- | ----- |
| 1 484 | 1 433 | 1 259 | 1 061 | 1 031 | 1 058 | 1 106 | 908  | 1 019 |

| 1962  | 1968  | 1975  | 1982  | 1990  | 1999  | 2006  | 2008  | 2013  |
| ----- | ----- | ----- | ----- | ----- | ----- | ----- | ----- | ----- |
| 1 027 | 1 018 | 1 096 | 1 161 | 1 282 | 1 365 | 1 480 | 1 513 | 1 700 |

| 2018  | 2022  | - | - | - | - | - | - | - |
| ----- | ----- | - | - | - | - | - | - | - |
| 1 789 | 1 822 | - | - | - | - | - | - | - |

## Lieux et monuments
- L'église paroissiale Saint-Vivien : située au cœur du village, elle a réussi à traverser les siècles malgré une histoire longue et tourmentée. Édifiée au VIe siècle, elle fut d'abord simple chapelle dédiée au culte de saint Vivien, évêque de Saintes (actuelle Charente-Maritime). Menacée de destruction à plusieurs reprises, notamment lors des invasions barbares et des Guerres de Religion, elle fut restaurée et embellie au XIIe siècle, époque où fut construite sa magnifique abside de style roman qui subsiste encore aujourd'hui. En 1957, l'église fut dotée d'un nouveau clocher. Son style architectural quelque peu "surprenant" constitue toujours un inépuisable sujet de conversation pour les visiteurs et les habitants du village.

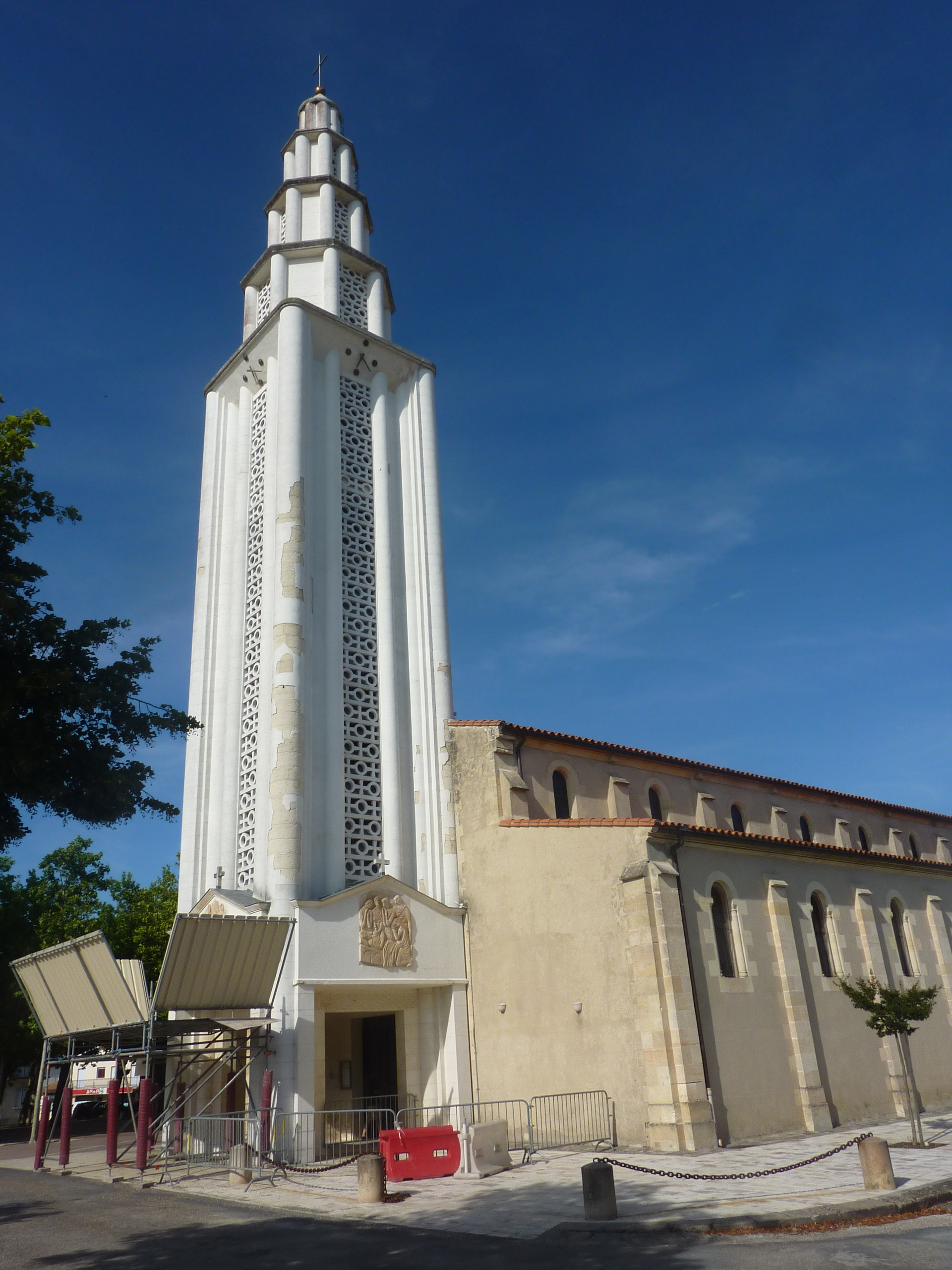
Le clocher et la façade
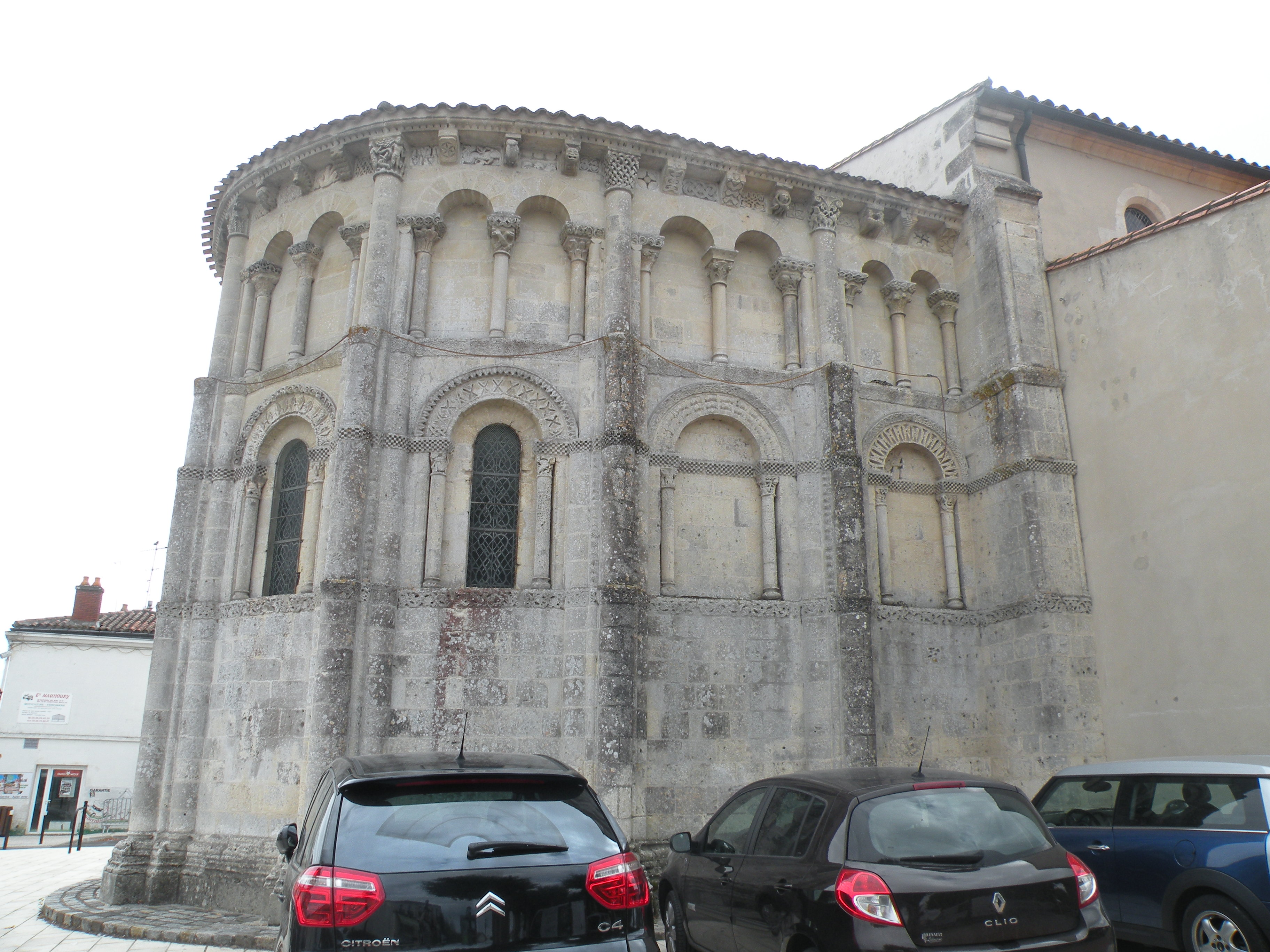
L'abside

- Le port : Les eaux limoneuses de l'estuaire abritent une vie foisonnante, et de nombreux petits ports de pêche se succèdent le long des rives de la Gironde. En avril et au printemps, les pêcheurs guettent ainsi l'arrivée de la "lamproie", le poisson à la bouche-ventouse, ou celle de "l'alose", le poisson argenté, avant que l'automne et l'hiver n'annoncent le retour des précieuses "pibales", ou "civelles", qu'il faut extraire du fleuve avant que les alevins au corps translucide ne se métamorphosent en anguilles.

Situé en bordure d'un étroit chenal que les bateaux doivent remonter sur 3 kilomètres pour rejoindre l'estuaire, le petit port de Saint-Vivien reste un lieu de flânerie très agréable qu'une fête animée vient célébrer chaque mois d'août.
|  |  |

## Personnalités liées à la commune

### Personnalités réelles
- Albert Branlat (1879-1942), joueur international de rugby.

### Personnalités fictives
- Le peintre Fernand Desnouettes, au centre de la série de bande dessinée Le Décalogue créée par Frank Giroud, est natif de cette commune, comme on l'apprend dans L'Échange.